# Каменка (Вадинский район)
Каменка — деревня в Вадинском районе Пензенской области России. Входит в состав Большелукинского сельсовета.

## География
Деревня находится в северо-западной части Пензенской области, в пределах восточной окраины Окско-Донской низменности, в лесостепной зоне, на правом берегу реки Вад, на расстоянии примерно 3 километров (по прямой) к западу от села Вадинска, административного центра района. Абсолютная высота — 142 метра над уровнем моря.
Климат
Климат характеризуется как умеренно континентальный. Средняя температура воздуха самого холодного месяца (января) составляет −11,5 °C (абсолютный минимум — −44 °С); самого тёплого месяца (июля) — 19,5 °C (абсолютный максимум — 38 °С). Продолжительность безморозного периода составляет 133 дня. Годовое количество атмосферных осадков — 467 мм. Снежный покров держится в среднем 141 день.

## История
Основана во второй половине XVII века как поселение служилых людей засечной полосы и солдат.
В 1721 году являлась владением однодворцев Назара Константинова с товарищами. В 1785 году показано за помещиком Иваном Гавриловичем Дураковым (5 ревизских душ). В XIX веке население деревни составляли государственные и помещичьи крестьяне. Жители являлись прихожанами Покровской церкви села Нагорная Лака. В 1894 году работала школа грамоты.
По состоянию на 1911 год в деревне, относившейся к Керенской волости Керенского уезда, имелись: одно крестьянское общество, 115 дворов, церковноприходская школа и имение Раевой. Население села того периода составляло 655 человек. По данным 1955 года в Каменке располагался колхоз имени Молотова.

## Население
| 2010 |
| ---- |
| 37   |

Половой состав
По данным Всероссийской переписи населения 2010 года в гендерной структуре населения мужчины составляли 45,9 %, женщины — соответственно 54,1 %.
Национальный состав
Согласно результатам переписи 2002 года, в национальной структуре населения русские составляли 100 % из 59 чел.

## Улицы
Уличная сеть деревни состоит из одной улицы (ул. Набережная).